# KDEbase

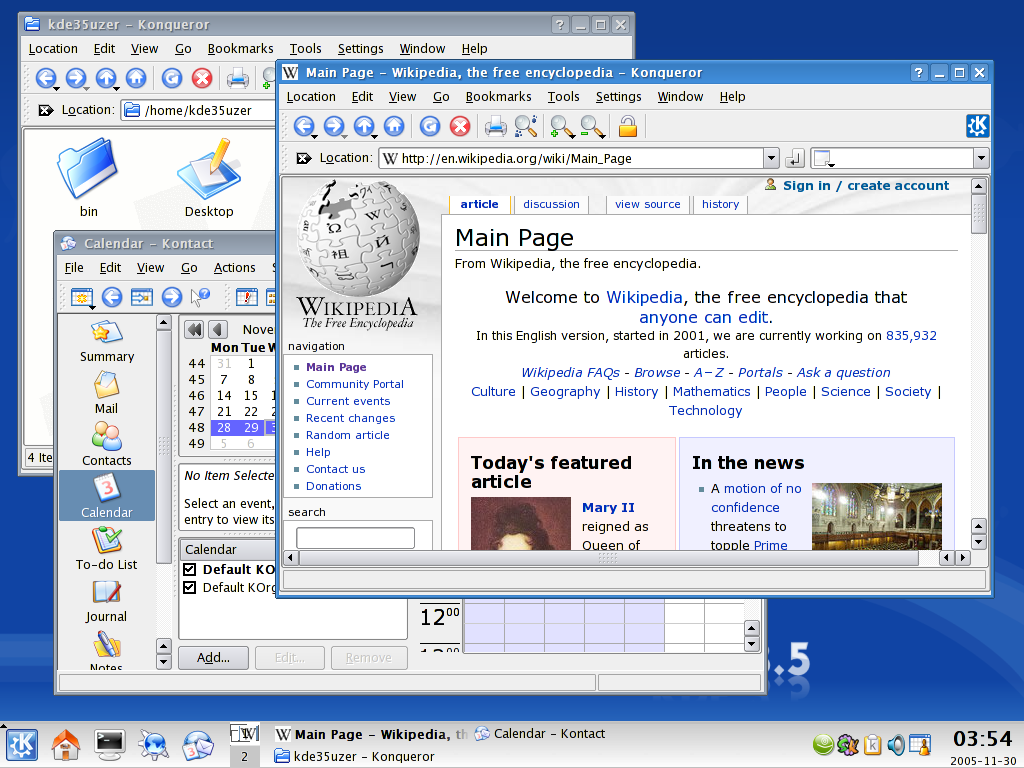
Gerenciador de janelas KDE

KDEBase é um conjunto de bibliotecas e aplicativos necessários para o funcionando do gerenciador de janelas KDE.
A composição do pacote KDEBase varia conforme a versão do KDE (e distribuição Linux), mas geralmente inclui: Kicker, KDesktop, KControl, Konqueror, Konsole entre outros.